# Onderscheidingsteken voor Langdurige, Eerlijke en Trouwe Dienst
Er zijn in Nederland een aantal Onderscheidingstekens voor Langdurige, Eerlijke en Trouwe Dienst ingesteld. Al deze onderscheidingstekens, men zou ze medailles kunnen noemen, zijn voor de soldaten en onderofficieren van het Nederlandse- en vroeger ook het Koninklijk Nederlandsch-Indisch Leger.

## De geschiedenis
Voor officieren bestaat sinds 1844 het Onderscheidingsteken voor Langdurige Dienst als officier dat sinds 1866 de vorm van een verguld zilveren kruis kreeg. Door de jaren kwamen er steeds meer van deze medailles zoals er voor de officieren meer kruisen kwamen. Door reorganisaties vervielen een aantal onderdelen van de krijgsmacht en vier van de zes onderscheidingen na verloop van tijd.
Het eerste Onderscheidingsteken voor Langdurige, Eerlijke en Trouwe Dienst werd in 1825 door Koning Willem I bij Koninklijk Besluit ingesteld. Een dergelijke onderscheiding was nieuw. In de 18e eeuw werden er nog maar weinig medailles uitgereikt en soldaten en onderofficieren kwamen voor onderscheidingen maar zelden in aanmerking. De eerste medailles voor deze rangen duiken in de napoleontische oorlogen aan Britse en Duitse zijde op.

De onderscheiding was voor het leger en het Koninklijk Nederlandsch-Indisch Leger gereserveerd. De marine moest nog tot 1845 op een medaille voor trouwe dienst wachten.
De koning besloot dat de gediende jaren sinds 1813 voor het ereteken meetelden. De dienstjaren in de Keizerlijk Franse, Hollandse en Bataafse leger en ook die in de geallieerde legers telden niet mee.
Het ereteken werd toegekend in brons voor 12 jaar en in zilver voor 24 jaar dienst. Bij Koninklijk Besluit no. 67 van 13 april 1859 werd ook een gouden medaille ingesteld voor 36 jaar dienst. De tropenjaren, jaren doorgebracht in Nederlands-Indië, telden voor pensioenen en medailles dubbel. Daarom kregen soldaten op Java al na 12 jaar hun zilveren ereteken. De gouden medaille werd daarentegen pas ontvangen na 25 jaar daadwerkelijke dienst en niet na 18 jaren in de tropen.
Koningin Wilhelmina bepaalde in het Koninklijk Besluit van 18 februari 1904 dat er in het vervolg ook gespen op het lint van het ereteken mochten worden gedragen. Zij stelde een zilveren gesp met het cijfer IX in voor negen jaar daadwerkelijke dienst in Nederlands-Indië. Dan was er de zilveren gesp met het cijfer XXX voor dertig jaar dienst in Nederland en een bronzen gesp met het cijfer XVIII voor achttien jaar dienst in Nederland.
In datzelfde Koninklijk Besluit werd bepaald dat men bij het leger de keerzijde van de medaille voortaan als voorzijde moest gaan dragen. Zo werd het verschil tussen de medailles voor land- en zeemacht, die dezelfde voorzijde hebben en aan hetzelfde lint worden gedragen, duidelijk zichtbaar.
Door middel van een Koninklijke besluit van 13 december 2016 (nr. 47) werd bekend dat m.i.v. 1 juli 2017 de onderscheiding voortaan ook toegekend kon worden aan burgerpersoneel bij Defensie welke een gewapende functie uitoefenen. Dit besluit werd echter bij Koninklijke besluit van 20 juni 2018 weer ingetrokken.

## De uitvoering
In de loop van meer dan 180 jaren zijn er uiteraard verschillende stempels gebruikt om de medailles te slaan. De oude stempels raakten immers versleten.
Op de voorzijde van deze medaille is het monogram van de stichter, een "W" geplaatst op een met een beugelkroon gedekte wapenmantel. Op de keerzijde staat het met een beugelkroon gedekte schild uit het Nederlandse Rijkswapen zonder de twee dragende leeuwen. Het schild rust op een trofee. In de trofee zijn zes vaandels, een kanon, kogels, een geweer en een bijl te herkennen.Boven het rijkswapen staat sinds 1951 de halfronde omschrift “voor trouwe dienst”.
In de loop van de twee eeuwen werden er, ten gevolge van verschillende artistieke interpretaties en veranderende mode, verschillend weergegeven trofeeën rond het rijkswapen geplaatst. Dat rijkswapen werd in de 20e eeuw ook gewijzigd wat ook op veranderende eretekens terug te vinden is. Gedurende verschillende periodes en bij de verschillende stempelsnijders variëren de afgebeelde militaire zinnebeelden. Ook zijn er verschillen in het opschrift. In de jaren 1825-1851 en 1928-1951 was het omschrift "voor trouwen dienst" de archaïsche "N" van de vierde naamval is in 1951 komen te vervallen.
In een Koninklijk Besluit van 25 januari 1951 werd de "W", die de drie opeenvolgende koningen en ook Koningin Wilhelmina paste, vervangen door de "J" van Juliana. Koningin Beatrix heeft in een Koninklijk Besluit van 20 mei 1983 bepaald dat haar initiaal niet op de medailles zal prijken. Zij heeft op die dag het oude initiaal van de stichter weer op het ereteken geplaatst.
De bronzen en zilveren medailles zijn in 1928 iets kleiner geworden. Zij waren vanaf de instelling 37 millimeter in diameter, dat werd nu 27 millimeter. De gouden medailles waren vanaf de instelling in 1859 al 27 millimeter en werden in 1953 vervangen door verguld zilveren medailles.

## Draagwijze
Het ereteken staat in de officiële draagvolgorde van de Nederlandse onderscheidingen op de 41e plaats en wordt ook als miniatuur en als baton gedragen.

Op de baton draagt men een miniatuur van de medaille in het toepasselijke materiaal of een miniatuur van de gesp wanneer deze later werd toegekend.
Tot in de jaren zeventig van de 20e eeuw was het niet toegestaan om een baton te dragen. Men zag onderofficieren dan ook vaak met een miniatuur op hun dagelijks tenue. Er is geen knoopsgatversiering